# Andrew Bruce Holmes

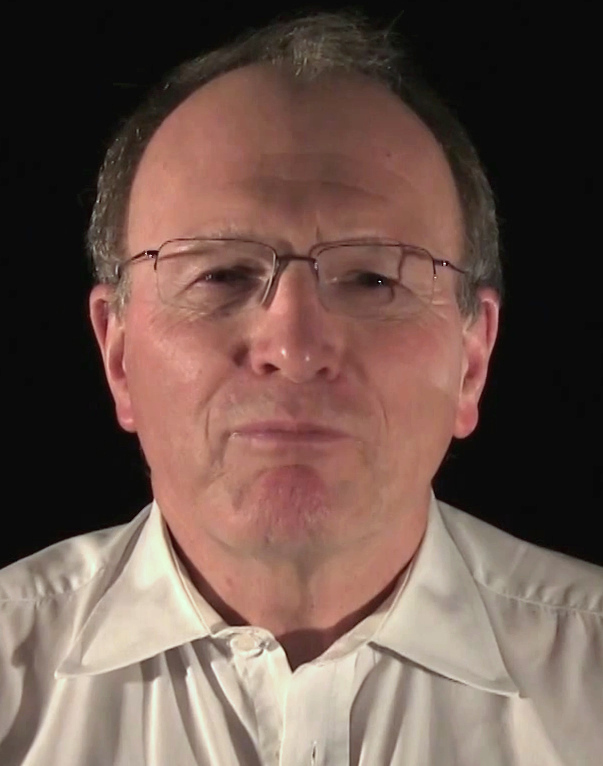
Andrew Holmes 2015

Andrew Bruce Holmes AC (* 5. September 1943 in Melbourne) ist ein australischer und britischer Chemiker (Organische Chemie, Polymerchemie).
Holmes studierte Chemie an der University of Melbourne (Bachelor-Abschluss 1964, Master-Abschluss 1967) und wurde 1971 bei Franz Sondheimer am University College London promoviert (The synthesis of large-ring conjugated systems ). Als Post-Doktorand war er an der ETH Zürich, wo er bei Albert Eschenmoser an der Totalsynthese von Vitamin B12 arbeitete. Er wurde 1972 Assistant Lecturer an der Universität Cambridge, an der er 1973 nochmals einen M.A. erhielt. 1977 wurde er Lecturer in Cambridge, war 1993/94 Leverhulme Senior Research Fellow, wurde 1995 Reader, 1998 Professor und ab 1994 Direktor des  Melville Laboratory of Polymer Synthesis. 1997 erhielt er einen D. Sc. der Universität Cambridge (und 2011 in Oxford). Ab 2004 war er Professor für Organische und Polymer-Chemie am Imperial College London, an dem er 2009 emeritiert wurde. Außerdem war er von 2004 bis 2009 Inaugural Victorian Endowment for Science Knowledge Innovation (VESKI) Fellow des Bio21 Institute der Universität Melbourne, an dem er von 2009 bis 2014 Professor war. Von 2008 bis 2014 war er CSIRO Fellow.
2005 war er Gastprofessor am MIT und 2011/12 in Oxford.
Holmes befasst sich mit Naturstoffsynthese (wie Alkaloide, Peptidomimetika) und organischen Polymeren. Bei der Synthese eines leitenden Polymers entdeckte Chloe Jennings aus seiner Forschungsgruppe 1989, dass dieses Licht emittierte, falls ein Strom durchfloss. In der Folge wurden in seiner Gruppe und von anderen weitere lichtemittierende Polymere gefunden und Holmes gründete mit Richard Friend die Firma Cambridge Display Technology für die Entwicklung und Anwendung organischer LEDs und entsprechender flexibler Displays. Später wandte er sich der Entwicklung von photovoltaischer Polymere für Solarzellen und biologisch aktiver Stoffe wie Phosphatidylinositole, die in der Signaltransduktion in Zellmembranen wichtig sind.
1995 bis 2004 war er Direktor des Cambridge Quantum Fund. 1995 erhielt er den Materials Chemistry Award (Royal Society of Chemistry, RSC), 2003 den Descartes-Preis und den Tilden Award (RSC), 2010 Robert Robinson Lecturer in Oxford, 2011 den John B. Goodenough Award der RSC und 2012 die Royal Medal. Er ist Fellow des Institute of Physics,  der Royal Society (2000) und der Australian Academy of Science, deren Präsident er von 2014 bis 2018 war. Holmes wurde 2010  Ehrendoktor der Universität Hasselt und 2019 der Curtin University. 2004 wurde er Mitglied und 2017 Companion des Order of Australia.
Er hält 52 Patente.
1994 bis 1999 war er Herausgeber des Journal of Materials Research.

## Schriften (Auswahl)
- mit J.H. Burroughes, R. H. Friend u. a.: Light-emitting diodes based on conjugated polymers, Nature, Band 347, 1990, S. 539–541